# I Was a Teenage Werewolf
I Was a Teenage Werewolf is een Amerikaanse horrorfilm uit 1957, met in de hoofdrol Michael Landon. De film werd deels geschreven en geproduceerd door Herman Cohen. Het was een van de succesvolste films van American International Pictures (AIP).

## Verhaal
De film draait om Tony Rivers, een probleemjongere die hypnotherapie zoekt voor zijn probleem. Helaas voor hem is de hypnotiseur die hij uitzoekt ook een probleemgeval met de waanideeën van een gestoorde professor. Hij verandert zijn patiënt in een weerwolf daar hij van mening is dat de mens niet verder moet evolueren, maar in plaats daarvan moet teruggaan naar zijn prehistorische roots. Tony is zich niet bewust van het feit dat hij nu een weerwolf is. Zijn eerste transformatie is op de middelbare school, waar hij een vrouwelijke medestudent doodt. Beseffend dat er iets mis is bezoekt Tony de dokter weer, maar die verandert hem opnieuw in een weerwolf. Ditmaal kan de dokter Tony echter niet onder controle houden, en Tony (als weerwolf) vermoordt zowel de dokter als diens assistent. Terwijl hij wegvlucht uit het huis van de dokter, wordt hij neergeschoten door de politie.

## Rolverdeling
| Acteur          | Personage               |
| --------------- | ----------------------- |
| Michael Landon  | Tony Rivers             |
| Yvonne Lime     | Arlene Logan            |
| Whit Bissell    | Dr. Alfred Brandon      |
| Tony Marshall   | Jimmy                   |
| Dawn Richard    | Theresa                 |
| Barney Phillips | Det. Sgt. Donovan       |
| Ken Miller      | Vic                     |
| Cindy Robbins   | Pearl, Vic's Girl       |
| Michael Rougas  | Frank                   |
| Robert Griffin  | Police Chief P.F. Baker |
| Joseph Mell     | Dr. Hugo Wagner         |

## Achtergrond
De film leverde veel op, vooral daar hij met een laag budget was gemaakt. In de eerste paar weken bracht de film ongeveer 2 miljoen dollar per week op, iets wat zeker voor standaarden van toen een grote omzet was.
De film werd vijf maanden later opgevolgd door I Was a Teenage Frankenstein, en de sequel How to Make a Monster.
I Was a Teenage Werewolf hielp Landons carrière te lanceren. Het idee van een volwassen man die een monster wordt was niets nieuws, maar een film met een tiener in die rol werd gezien als avant-garde. Voor 1957 was het zelfs schokkend. Vandaag de dag wordt de film echter meer gezien als een bron "camp"-humor.
In de loop der jaren werd de titel I Was a Teenage... gebruikt voor een hoop andere films, met name comedies, die graag mee wilden liften op de bekendheid van de film. Voorbeelden zijn I Was a Teenage Zombie, I Was a Teenage Mummy, I Was a Teenage Serial Killer, I Was a Teenage Intellectual en I Was a Teenage Thumb.
In april 1997 werd de film bespot in een aflevering van de cultserie Mystery Science Theater 3000.